# Le bateau sur l'herbe
Le bateau sur l'herbe (Brasil: O Barco sobre a Grama / Portugal: O Barco na Relva) é um filme francês de  1971, do gênero drama, dirigido por Gérard Brach, e com roteiro escito pelo diretor, por Roman Polanski e Suzanne Schiffman.

## Sinopse
Dois amigos, o romântico David (Jean-Pierre Cassel) e o excêntrico Olivier (John McENery), reformam juntos um barco com o qual pretendem navegar.  A relativa calma proveniente dessa amizade é quebrada por Eleonore (Claude Jade), uma jovem atraente e determinada que interessa-se por David. David leva Eléonore, ao apartamento de Olivier em Paris. Para deixar seu amigo satisfeito, Olivier hospeda Eléonore com eles, e David se apaixona. Ela quer romper a relação de amizadade que David tem com Olivier e faz com que David sinta inveja da riqueza e da vida fácil de Olivier. 
Olivier se refere indelicadamente à situação, e Eléonore se ofende com ele. Ela tenta se vingar seduzindo Olivier, que não entra no jogo, mas não é isso que ela conta a David. O barco está pronto para o batismo. O que vencerá, o amor de Eléonore e David ou a velha amizade?

## Elenco
- Claude Jade .... Eleonore
- Jean-Pierre Cassel .... David
- John McEnery .... Olivier
- Valentina Cortese .... Christine
- Paul Préboist .... Leon
- Micha Bayard .... Germaine
- Pierre Asso .... Alexis
- Jean de Coninck .... Jean-Claude

## Principais prêmios e indicações
Festival de Cannes 1971 (França)
- Indicado à Palma de Ouro.